# RD3L
RD3L (англ. Retinal degeneration 3-like) – білок, який кодується однойменним геном, розташованим у людей на 14-й хромосомі. Довжина поліпептидного ланцюга білка становить 198 амінокислот, а молекулярна маса — 23 209.
| 10         |  | 20         |  | 30         |  | 40         |  | 50         |
| ---------- |  | ---------- |  | ---------- |  | ---------- |  | ---------- |
| MPLFGWMKWP |  | KNDSYKPTHY |  | PGSDIVTKTL |  | LRELKWHLKE |  | RERLIQEIEN |
| EQKVKKTGVD |  | YNWLRNYQNP |  | HTTIPVTEQR |  | QLEVLCSQVQ |  | PCQTGTILSR |
| FREVLAENDV |  | LPWEIVYIFK |  | QVLKDFLSSS |  | DRGSEQEDLE |  | DSGSMDCSAP |
| SVIQGDSSKR |  | ADKDEIPTIS |  | SYVDKNTKDR |  | FPVFSHRIWN |  | LPYYHPSS   |

A: Аланін

C: Цистеїн

D: Аспарагінова кислота

E: Глутамінова кислота

F: Фенілаланін

G: Гліцин

H: Гістидин

I: Ізолейцин

K: Лізин

L: Лейцин

M: Метіонін

N: Аспарагін

P: Пролін

Q: Глутамін

R: Аргінін

S: Серин

T: Треонін

V: Валін

W: Триптофан